# Cylindropuntieae
Cylindropuntieae Doweld è  una tribù di piante della famiglia delle Cactaceae, sottofamiglia Opuntioideae.

## Tassonomia
La tribù comprende i seguenti generi::
- Cylindropuntia (Engelm.) F.M.Knuth
- Grusonia K.Schum.
- Pereskiopsis Britton & Rose
- Quiabentia Britton & Rose